# Rikichi Tsukada

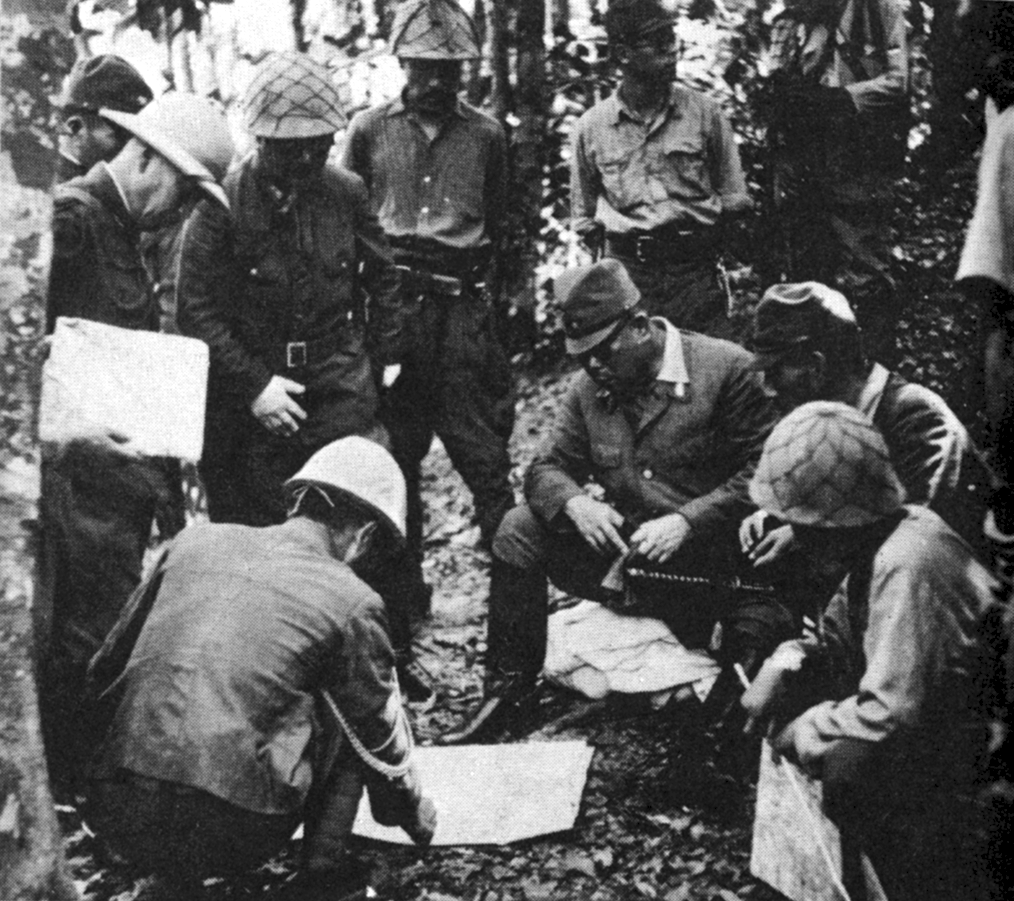
El General Tomoyuki Yamashita i el seu personal a Malaya, el 1941. Tsukada és el primer per l'esquerra, amb el casc colonial.

Rikichi Tsukada (jap. 塚田 理喜智, Tsukada Rikichi; * 15 de desembre de 1892; † 19 de maig de 1958, Sapporo) va ser un Tinent General de l'Exèrcit Imperial Japonès a la Segona guerra mundial.

## Biografia
Tsukada va ser admès el desembre de 1916 amb el rang de Tinent a l'Exèrcit Imperial Japonès, i va graduar-se a l'Acadèmia Militar Japonesa de Tòquio el novembre de 1924. El desembre va ser obtenir un càrrec a l'Oficina de l'Estat Major l'Exèrcit Imperial Japonès, que va ocupar fins al juliol de 1927. El Març de 1930, fou traslladat a la unitat de formació de pilots de l'escola de vol de Shimoshizu. Fins al febrer de 1932 va ocupar diversos càrrecs de comandament, incloent-ne de la 20ªDivisió i de l'exèrcit de Kwantung, fins al març de 1933, quan fou traslladat al 7è Regiment Aeri, on romangué fins al maig de 1936, quan li van donar un càrrec al quarter general de l'Exèrcit Japonès a la Xina. Després, l'any 1938 va entrar a la Kempeitai de l'Exèrcit Regional Japonès del Nord de la Xina (北支那方面軍 Kita Shina hōmen gun) a Nanjing.
L'1 de gener de 1945, en la preparació per a la batalla de Luzon, va rebre de mans del comandant en cap Tomoyuki Yamashita el comandament del Grup Kembu, format per diverses unitats del 14ºExèrcit Regional. Aquesta formació d'uns 30.000 homes havia de defensar, entre d'altres, l'aeròdrom de Clark Field i les seves rodalies. El 27 de gener van enfrontar-se per primer cop a les tropes estadunidenques arribar les seves tropes per primera vegada, les quals van prendre el control de l'aeròdrom el dia 31. Seguint les ordres de Tsukada, uns 25.000 aconseguiren retirar-se a les muntanyes que envoltaven l'aeròdrom per l'Oest i mantingueren una línia defensiva estable fins a finals de febrer,. A més a més, durant aquests enfrontaments, va quedar-se aïllada la guarnició japonesa de l'illa de Corregidor, que també era sota el comandament de Tsukada, i que a partir d'aquell moment, es va haver de defensar per si mateixa.
El març de 1945, Tsukada va ser ascendit a Tinent General pels seus èxits defensius. A començaments d'abril, va caure la defensa del Grup Kembu, la qual cosa va fer que Tsukada el dia 6 d'abril ordenés les seves tropes a dispersar-se i a desenvolupar una guerra de guerrilles contra l'exèrcit dels EUA. Finalment, el 2 de setembre es va rendir amb una petita resta de les seves tropes i va romandre en captivitat fins al 1946. El 1958 va morir a la ciutat japonesa Sapporo de càncer de pulmó